# Plecopterodes heterochroides
Plecopterodes heterochroides är en fjärilsart som beskrevs av Embrik Strand 1917. Plecopterodes heterochroides ingår i släktet Plecopterodes och familjen nattflyn. Inga underarter finns listade i Catalogue of Life.